# Władimir Andriejew (lekkoatleta)
Władimir Wasiljewicz Andriejew (ros. Владимир Васильевич Андреев; ur. 7 września 1966 w Jamanczurinie w Czuwaszji, zm. 16 kwietnia 2024) – rosyjski lekkoatleta (chodziarz), medalista olimpijski z 2000.
Startując jeszcze w reprezentacji Związku Radzieckiego zajął 27. miejsce w chodzie na 20 kilometrów w Pucharze Świata w 1991 w San Jose. Na igrzyskach olimpijskich w 1992 w Barcelonie zajął w tej konkurencji 13. miejsce startując w barwach Wspólnoty Niepodległych Państw.
Jako reprezentant Rosji zajął 11. miejsce w chodzie na 20 kilometrów w Pucharze Świata w 1993 w Monterrey. Na mistrzostwach świata w 1993 w Stuttgarcie zajął w tej konkurencji 19. miejsce. Wystąpił w chodzie na 5000 metrów na halowych mistrzostwach Europy w 1994 w Paryżu, ale w finale został zdyskwalifikowany. Nie ukończył chodu na 20 kilometrów podczas Pucharu Świata w 1995 w Pekinie.
Zajął 10. miejsce w chodzie na 20 kilometrów w Pucharze Świata w 1997 w Podiebradach, a na mistrzostwach świata w tym samym roku w Atenach nie ukończył tej konkurencji. W Pucharze Świata w 1999 w Mézidon-Canon zajął 3. miejsce w chodzie na 20 kilometrów. Został zdyskwalifikowany na tym dystansie na mistrzostwach świata w 1999 w Sewilli.
Na igrzyskach olimpijskich w 2000 w Sydney zdobył brązowy medal w chodzie na 20 kilometrów, za Robertem Korzeniowskim i Noé Hernándezem z Meksyku. Został zdyskwalifikowany w chodzie na tym dystansie na mistrzostwach świata w 2001 w Edmonton. Zajął 2. miejsce w tej konkurencji w Pucharze Świata w 2002 w Turynie oraz 3. miejsce w Pucharze Europy w 2003 w Czeboksarach.
Zdobył srebrny medal w chodzie na 20 kilometrów na mistrzostwach Europy w 2002 w Monachium, za Hiszpanem Francisco Javierem Fernándezem, a przed innym Hiszpanem Juanem Manuelem Moliną. Nie ukończył tej konkurencji z powodu dyskwalifikacji na mistrzostwach świata w 2003 w Paryżu.
Zajął 7. miejsce w chodzie na 20 kilometrów na igrzyskach olimpijskich w 2004 w Atenach.
Był mistrzem Wspólnoty Niepodległych Państw w chodzie na 20 kilometrów w 1992 oraz Rosji na tym dystansie w 1993 i 1994.
W kwietniu 2005 został zdyskwalifikowany na rok z powodu wykrycia w jego organizmie niedozwolonej substancji (salbutamolu).
Rekordy życiowe Andriejewa:
| Konkurencja           | Data i miejsce         | Wynik    |
| --------------------- | ---------------------- | -------- |
| chód na 10 kilometrów | 3 czerwca 2000, Kraków | 38:47    |
| chód na 20 kilometrów | 19 maja 2000, Moskwa   | 1:18:16  |
| chód godzinny         | 1 stycznia 1992        | 14 735 m |

Jest posiadaczem najlepszego wyniku na świecie w chodzie na 20 kilometrów osiągniętego przez zawodnika liczącego co najmniej 35 lat (czas 1:18:44 uzyskany 12 czerwca 2004 w Czeboksarach).